# Franz Čižek
Franz Čižek (12. června 1865 Litoměřice – 17. prosince 1946 Vídeň) byl malíř, designér, učitel umění. Byl jedním z průkopníků kinetického umění.

## Život
Čižek studoval v letech 1885 až 1895 na Akademii výtvarných umění ve Vídni u Franze Rumplera a Josefa Matyáše Trenkwalda. V letech 1897 až 1903 vyučoval kreslení na Schottenfelder Realschule a na své vlastní umělecké škole. Od roku 1903 vyučoval na vídeňské uměleckoprůmyslové škole. V roce 1904 byl jmenován ředitelem oddělení experimentování a výzkumu na vídeňské škole užitého umění. Někteří z jeho žáků se stali asistenty pedagoga pro dětské výtvarné kroužky. Do mezinárodního povědomí se Čižek dostal prostřednictvím výtvarných kroužků pro mládež, jejichž výstavy byly od 20. let 20. století k vidění také v Anglii, USA, Jižní Africe a Indii.

## Posmrtné uznání
Čižek byl pohřben na vídeňském ústředním hřbitově ve skupině 14C, hrob č. 13. Na náhrobku je popsán jako průkopník umění mládeže. Má zde čestný hrob po dobu trvání hřbitova. Ve Vídni je po něm pojmenováno náměstí – Cizekplatz.